# Dracula inaequalis
Dracula inaequalis är en orkidéart som först beskrevs av Heinrich Gustav Reichenbach, och fick sitt nu gällande namn av Carlyle August Luer och Rodrigo Escobar. Dracula inaequalis ingår i släktet Dracula och familjen orkidéer. Inga underarter finns listade i Catalogue of Life.

## Bildgalleri

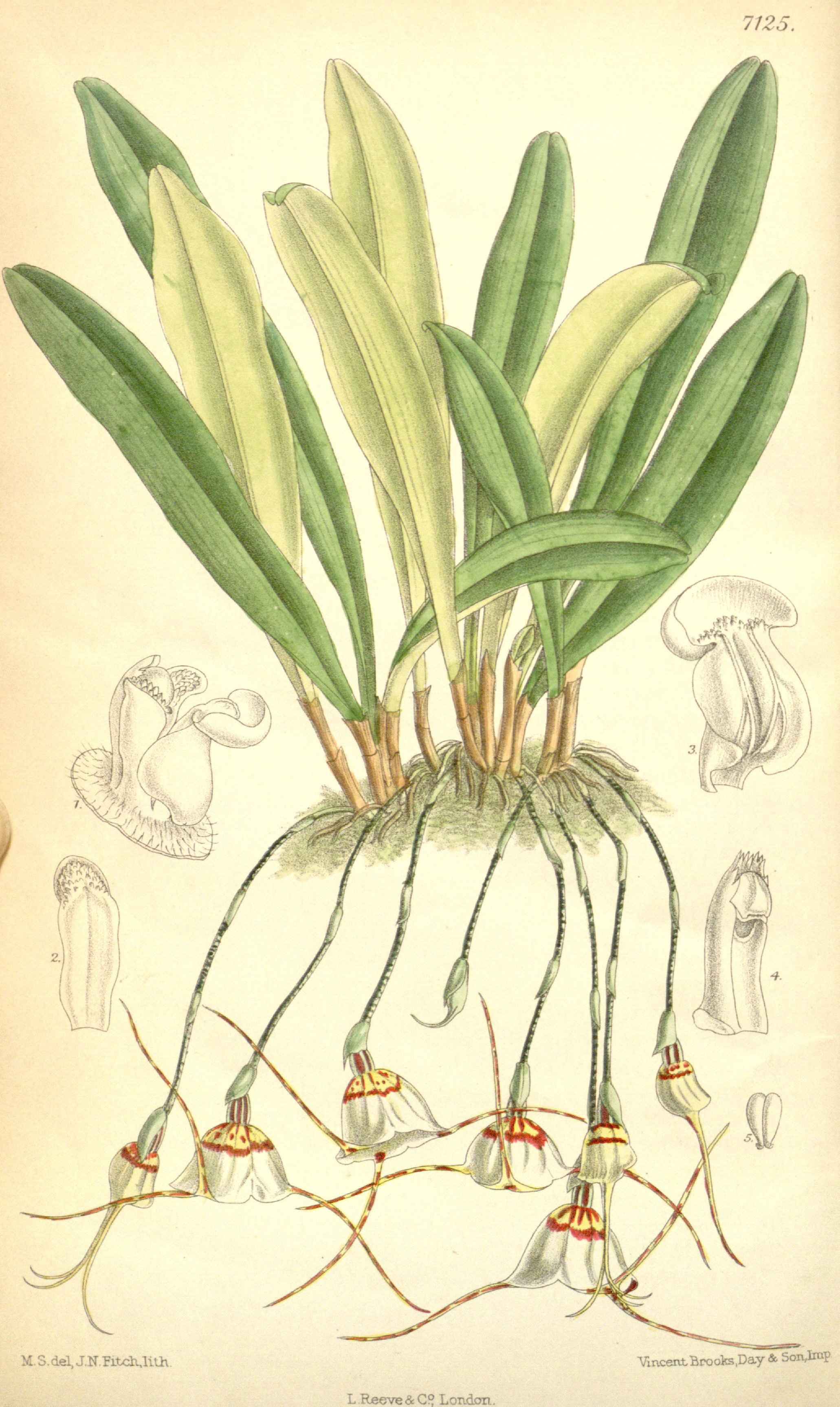
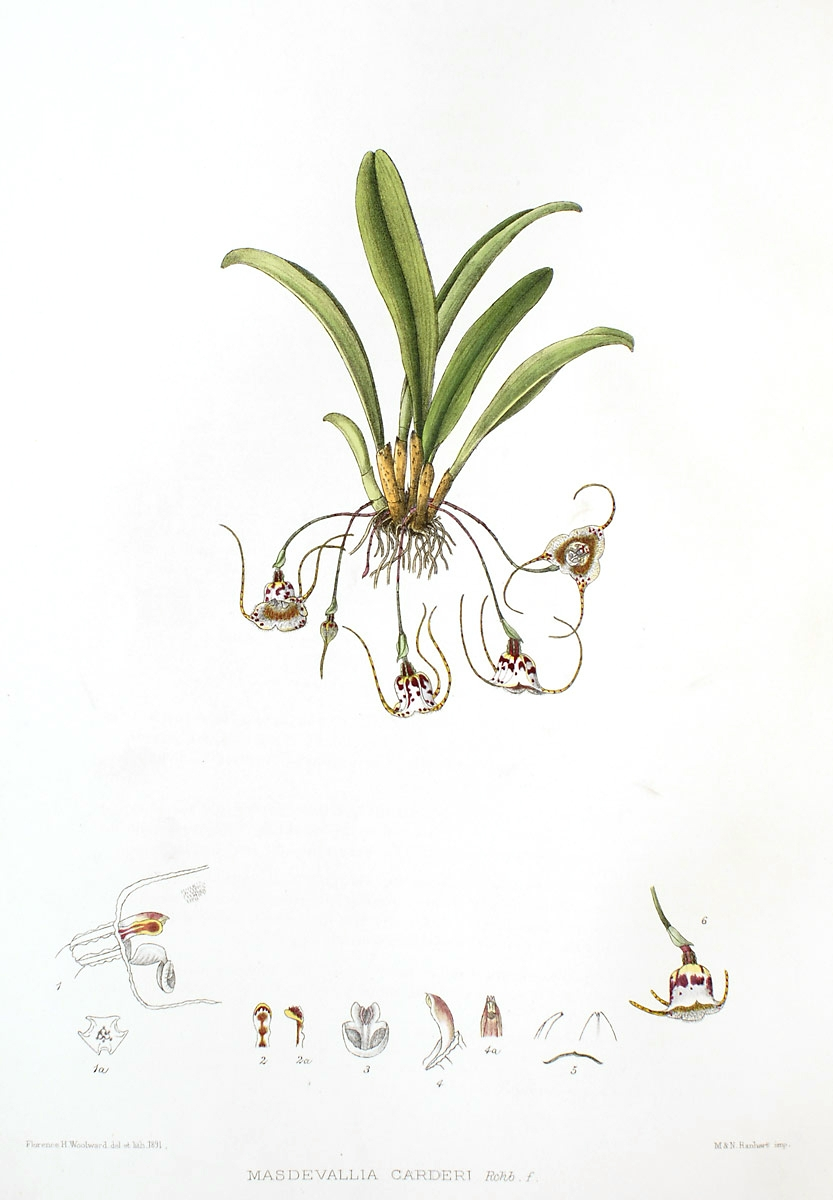